# 潘奇奇·米克洛什
潘奇奇·米克洛什（匈牙利語：Páncsics Miklós，1944年2月4日—2007年8月6日），匈牙利男子足球运动员。他曾代表匈牙利参加1968年和1972年夏季奥林匹克运动会足球比赛，共获得一枚金牌和一枚银牌。